# Stepping Stone (Duffy)
Stepping Stone è un singolo della cantante britannica Duffy, pubblicato il 1º settembre 2008 come quarto estratto dal primo album in studio Rockferry.

## Descrizione
Il brano, scritto da Duffy insieme a Steve Booker e prodotta da quest'ultimo, non ha ottenuto il successo dei precedenti Mercy e Warwick Avenue.
Il singolo conteneva la b-side Frame Me, scritta dalla cantante insieme a Bernard Butler.

## Tracce
CD-Maxi (A&M 178 073-1 (UMG) / EAN 0602517807310)
1. Stepping Stone
2. Frame Me

## Classifiche
| Classifica (2008) | Posizione massima |
| ----------------- | ----------------- |
| Belgio (Fiandre)  | 27                |
| Danimarca         | 18                |
| Irlanda           | 41                |
| Paesi Bassi       | 34                |
| Regno Unito       | 21                |
| Svizzera          | 49                |